# Aki Rahimovski
Aleksandar »Aki« Rahimovski, makedonsko-hrvaški pevec, * 5. junij 1955, Niš, Srbija, † 22. januar 2022, Novo mesto, Slovenija.
Najbolj je bil znan kot frontman zagrebške pop-rock skupine Parni valjak.

## Zasebno življenje
Bil je dvakrat poročen. V prvem zakonu je dobil sina Kristjana, v drugem je z ženo Ingrid dobil hčerko Dino. Leta 2020 se je iz Zagreba preselil v Novo mesto k partnerici Barbari Vesel, s katero sta imela hčerko Antonijo. Leta 2018 ga je zadela možganska kap. Po nenadni slabosti, domnevno zaradi srčnega infarkta, je 22. januarja 2022 umrl v novomeški bolnišnici. Pokopan je na zagrebškem pokopališču Mirogoj.